# Widow's Weeds
Widow's Weeds debitantski je studijski album norveške gothic metal grupe Tristania. Album je 9. ožujka 1998. godine objavila diskografska kuća Napalm Records.

## Popis pjesama
| 1.    | »Preludium...«       | 1:09 |
| 2.    | »Evenfall«           | 6:53 |
| 3.    | »Pale Enchantress«   | 6:31 |
| 4.    | »December Elegy«     | 7:31 |
| 5.    | »Midwintertears«     | 8:32 |
| 6.    | »Angellore«          | 7:16 |
| 7.    | »My Lost Lenore«     | 6:23 |
| 8.    | »Wasteland's Caress« | 7:40 |
| 9.    | »...Postludium«      | 1:12 |
| 53:07 |                      |      |

## Zasluge
Tristania
- Morten Veland — vokali, gitara, tekstovi
- Kenneth Olsson — bubnjevi, vokali (zborski)
- Einar Moen — klavijature, programiranje
- Vibeke Stene — vokali
- Rune Østerhus — bas-gitara
- Anders Høyvik Hidle — gitara, vokali (zborski)

| Dodatni glazbenici - Pete Johansen — violina - Østen Bergøy — vokali (na pjesmi "Angellore") - Hilde T. Bommen — vokali (zborski) - Hilde Egeland — vokali (zborski) - Marita Herikstad — vokali (zborski) | Ostalo osoblje - Sindre Kristoffersen — naslovnica, fotografija - Ken Bakke — fotografija - Emile Max. Ashley — fotografija - Terje Refsnes — produkcija, inženjer zvuka |